# Velké Bogdo
Velké Bogdo (rusky Большое Богдо) je hora v Achtubinském rajóně v Astrachaňské oblasti v Rusku. Leží asi 270 km severně od Kaspického moře a 53 km východně od Volhy.

## Poloha
Zvedá se na jižním konci jezera Baskunčak. S nadmořskou výškou 150 m je nejvyšším bodem Přikaspické nížiny. Podzemí hory tvoří solný základ, který je vytlačován nahoru o 1 mm za rok. Krasové jeskyně jsou až 1,5 km dlouhé, jakož i početné štoly protínající horu. Hora je jediným místem v Evropě, kde na povrch vystupují triasové sedimenty.

## Legendy o hoře
Hora je posvátná pro domorodé Kalmyky, kteří věří, že byla posvěcena dalajlámou a chodí se jí poklonit. Podle jedné legendy byla hora Velké Bogdo vytvořena z posvátných kamenů, které přinášeli kalmyčtí poutníci ze vzdálených hor Ťan-šanu. Jiná legenda, zaznamenaná ruským akademikem Gmelinem, říká, že hora Velké Bogdo stávala na březích řeky Ural, ale dva svatí Kalmykové ji plánovali přenést na břeh Volhy. Po dlouhých půstech a modlitbách ji Kalmykové vzali na ramena a přenesli přes nekonečné horké stepi, ale jeden z nich padl pod tíhou břemene ve chvíli, kdy mu hlavou probleskla hříšná myšlenka, pro kterou ho hora rozdrtila a potřísnila se krví. Proto je jedna strana hory stále červená.